# Bonkoro I
Bonkoro I Bodipo (a fonts espanyoles apareix generalment com Boncoro I) fou un rei del poble benga de la badia de Corisco.
A l'illa de Corisco i territori continental proper hi vivia l'ètnia benga; la zona va ser adquirit per Espanya l'any 1843, quan el 14 de març va desembarcar a Corisco l'oficial espanyol Juan Jose Lerena y Barry que l'endemà (15 de març de 1843) va fer un tractat (Tractat de Tika) amb el rei benga Bonkoro I (que havia escoltat històries d'Europa i dels Països Catalans dels menorquins Baltasar Simó i Francesc Vicent, assentats a l'illa des de vers 1830 fins a 1835) pel qual posava les seves possessions, entre les quals el Cap de Sant Joan (Cabo San Juan), Corisco i les illes Elobey, sota protectorat espanyol. Això va provocar una revolta dels indígenes contra el seu rei, que va fugir a Cap Sant Joan (Cabo San Juan) i el cap rebel Muele es va proclamar rei. Bonkoro I va morir el 1857 a la zona de Cap de Sant Joan i el va succeir el seu fill Bonkoro II.